# Santa Gemma Galgani (titolo cardinalizio)
Santa Gemma Galgani (in latino Titulus Sanctae Gemmae Galgani) è un titolo cardinalizio istituito da papa Francesco il 30 settembre 2023. Il titolo insiste sulla Chiesa di Santa Gemma Galgani a Monte Sacro.
Dal 30 settembre 2023 il primo titolare è il cardinale sudsudanese Stephen Ameyu Martin Mulla, arcivescovo metropolita di Giuba.

## Titolari
- Stephen Ameyu Martin Mulla, dal 30 settembre 2023